# Geografia del Ghana

## Dati generali
Il Ghana è situato pochi gradi a nord dell'Equatore ed è attraversato dal Meridiano di Greenwich. Con un'area complessiva di 238.540 km² (di cui il 3,5% coperta da acqua), è il 77º paese del mondo per superficie.
Punti estremi
- Sud: Capo Three Points (4°44' N - 2°05' O)
- Est: Kofikrom (6°36' N - 3°15' O)
- Nord: Yasuntinga (11°10' N - 0°16' O)
- Ovest: Avoeme (6°07' N - 1°12' E)

Confini
- Ovest: Costa d'Avorio (668 km)
- Nord: Burkina Faso (548 km)
- Est: Togo (877 km)
- Sud: Golfo di Guinea (537 km)

## Morfologia

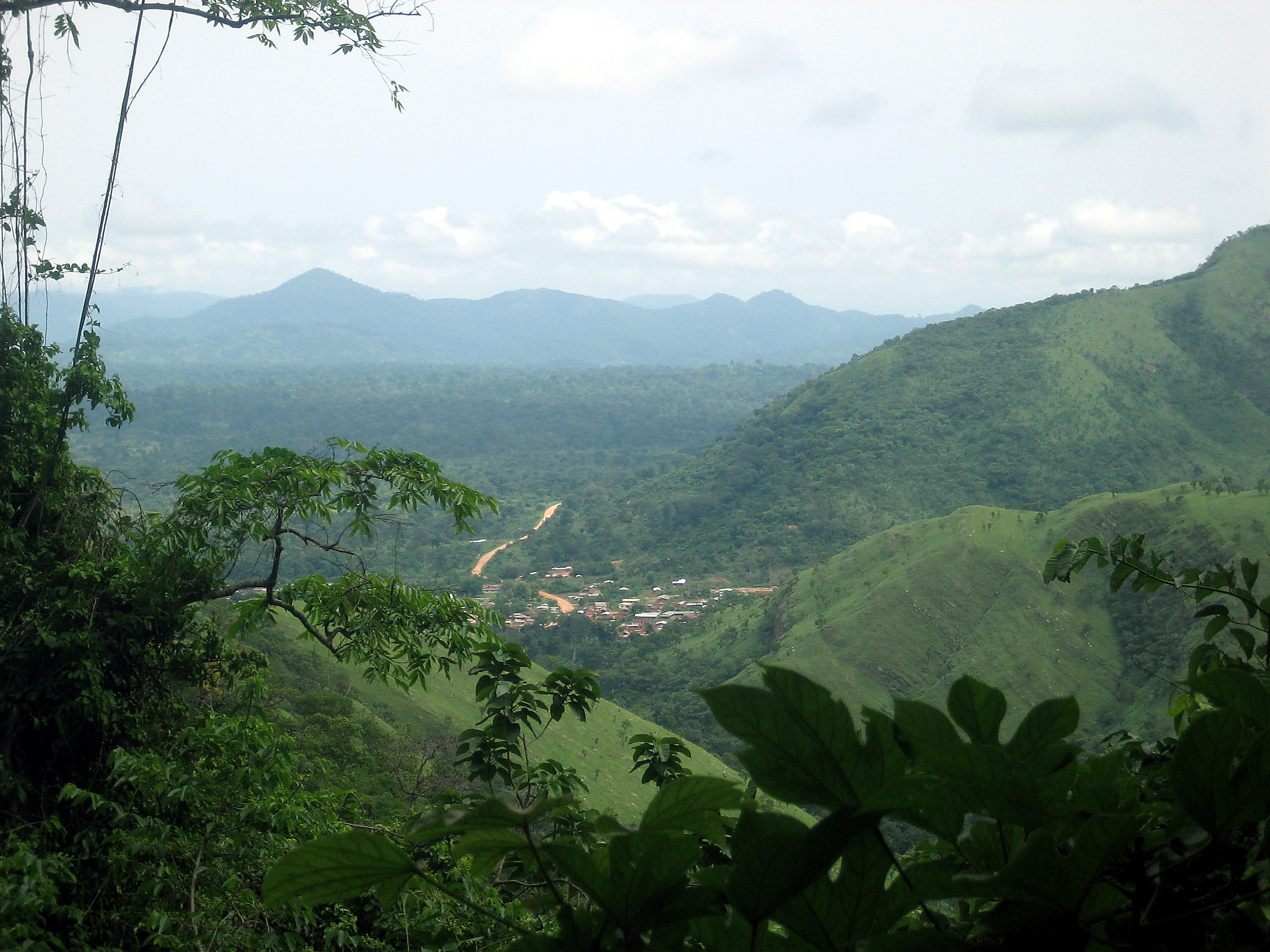
Vista di una valle Ghanese nella regione del Volta

Il terreno del Ghana è collinare a ovest e pianeggiante nella zona del Bacino del fiume Volta. I rilievi sono pochi e modesti; la cima più alta, il Monte Afadjato, è 885 m s.l.m.

## Idrografia
L'elemento dominante dell'idrografia del Ghana è il Bacino del Volta, costituito dai fiumi Volta e Volta Bianco, dal lago Volta e da altri bacini minori. Il fiume più lungo è il Volta Bianco, che nasce nel Burkina Faso; importante è anche l'Oti, che nasce nel Togo e forma uno dei bracci del lago Volta. Il fiume Volta (importante soprattutto per la notevole portata) mette in collegamento il lago omonimo con il Golfo di Guinea.
I laghi principali sono il Volta, il Keta Lagoon, il Songaw Lagoon e il Tanoè. Particolarmente insolito è anche il lago Bosumtwi in un cratere meteoritico nella Regione di Ashanti.

## Flora e fauna
Molta della vegetazione originaria è stata distrutta per lasciare posto all'agricoltura. Al sud, dove è ancora presente la foresta tropicale, prevalgono il mogano e il cedro. L'intera porzione settentrionale e parte di quella centrale sono occupati dalla savana, con rari arbusti e pochi alberi. Dei pochi animali selvatici presenti si ricordano l'elefante, l'antilope, la iena, il leopardo e varie specie di scimmia. I rettili più diffusi sono il pitone e il cobra.